# Elecciones generales de Guinea-Bisáu de 1999-2000
Las elecciones generales se celebraron en Guinea-Bisáu el 28 de noviembre de 1999, con una segunda vuelta para las elecciones presidenciales el 16 de enero de 2000. Las elecciones presidenciales resultaron en una victoria para el líder opositor Kumba Ialá del Partido de la Renovación Social (PRS), que derrotó a Malam Bacai Sanhá del gobernante Partido Africano por la Independencia de Guinea y Cabo Verde (PAIGC). El PRS también salió victorioso en la elección de la Asamblea Nacional Popular, ganando 38 de los 102 escaños. Esta fue la primera vez que un partido de oposición ganó una elección desde la independencia del país en la década de 1970.
La participación electoral fue del 71.9% para la segunda vuelta de las elecciones presidenciales.

## Resultados

### Presidente
| Candidato                                    | Partido                                                       | Primera vuelta | Primera vuelta | Segunda vuelta | Segunda vuelta |
| Candidato                                    | Partido                                                       | Votos          | %              | Votos          | %              |
| -------------------------------------------- | ------------------------------------------------------------- | -------------- | -------------- | -------------- | -------------- |
| Kumba Ialá                                   | Partido de la Renovación Social                               | 143,996        | 38.81          | 251,193        | 72.0           |
| Malam Bacai Sanhá                            | Partido Africano para la Independencia de Guinea y Cabo Verde | 86,724         | 23.37          | 97,670         | 28.0           |
| Faustino Imbali                              | Independiente                                                 | 30,484         | 8.22           |                |                |
| Fernando Gomes                               | Independiente                                                 | 26,049         | 7.02           |                |                |
| João Tátis Sá                                | Independiente                                                 | 24,117         | 6.50           |                |                |
| Abubacar Baldé                               | Unión Nacional para la Democracia y el Progreso               | 20,192         | 5.44           |                |                |
| Bubacar Rachid Djaló                         | Unión para el Cambio                                          | 12,026         | 3.24           |                |                |
| Joaquim Baldé                                | Partido Socialdemócrata                                       | 8,623          | 2.32           |                |                |
| Salvador Tchongó                             | Movimiento Resistencia de Guinea-Bissau-Bafatá                | 6,937          | 1.87           |                |                |
| José Catengul Mendes                         | Frente de Lucha por la Independencia Nacional de Guinea       | 5,311          | 1.43           |                |                |
| Mamadú Uri Baldé                             | Partido del Progreso y Renovación                             | 3,580          | 0.96           |                |                |
| Antonieta Rosa Gomes                         | Foro Cívico Guineano – Democracia Social                      | 2,986          | 0.80           |                |                |
| Votos nulos/en blanco                        | Votos nulos/en blanco                                         | 48,387         | –              | 12,746         | –              |
| Total                                        | Total                                                         | 419,412        | 100            | 361,609        | 100            |
| Votantes registrados/participación           | Votantes registrados/participación                            | 503,007        | 83.1           | 503,007        | 71.9           |
| Fuente: African Elections Database, Rudebeck |                                                               |                |                |                |                |

### Asamblea Nacional Popular
| Partido                                                       | Votos   | %     | Escaños | +/-   |
| ------------------------------------------------------------- | ------- | ----- | ------- | ----- |
| Partido de la Renovación Social                               | 103,824 | 28.92 | 38      | +26   |
| Movimiento Resistencia de Guinea-Bissau-Bafatá                | 69,216  | 19.28 | 29      | +9    |
| Partido Africano para la Independencia de Guinea y Cabo Verde | 64,890  | 18.07 | 24      | –38   |
| Unión para el Cambio                                          | 30,282  | 8.43  | 3       | –3    |
| Partido Socialdemócrata                                       | 19,899  | 5.54  | 3       | Nuevo |
| Alianza Democrática                                           | 17,304  | 4.82  | 3       | Nuevo |
| Unión Nacional para la Democracia y el Progreso               | 14.275  | 3.98  | 1       | Nuevo |
| Liga Guineana para la Protección Ecológica                    | 12.978  | 3.61  | 0       | –     |
| Frente de Lucha por la Independencia Nacional de Guinea       | 8.652   | 2.41  | 0       | –1    |
| Frente Social Democrático                                     | 5,633   | 1.57  | 1       | Nuevo |
| Partido Socialdemócrata Unido                                 | 4,758   | 1.33  | 0       | 0     |
| Partido del Progreso y Renovación                             | 3,893   | 1.08  | 0       | Nuevo |
| Foro Cívico Guineano – Democracia Social                      | 3,460   | 0.96  | 0       | Nuevo |
| Total                                                         | 432,604 | 100   | 102     | +2    |
| Fuente: Rudebeck                                              |         |       |         |       |